# Baby, It's Cold Outside
Baby, It's Cold Outside är en julsång skriven av Frank Loesser 1944, och ursprungligen framförd av honom i duett med hans fru Lynn Garland. Den sjöngs in av en rad olika artister 1949, och var samma år med i filmen Neptuns dotter.
2009 sjöng Lotta Engberg in sången på albumet Jul hos mig, i duett med Alexander Rybak.

### Fotnoter
1. ↑  ”Jul hos mig”. Svensk mediedatabas. 2 augusti 2009. Arkiverad från originalet den 24 december 2013. https://web.archive.org/web/20131224091102/http://smdb.kb.se/catalog/id/002567266. Läst 24 december 2013.